# Esnans
Esnans é uma comuna francesa na região administrativa de Borgonha-Franco-Condado, no departamento de Doubs. Estende-se por uma área de 3,72 km². Em 2010 a comuna tinha 66 habitantes (densidade: 17,7 hab./km²).